# Brian Tarantina
Brian Tarantina (New York, 27 marzo 1959 – New York, 2 novembre 2019) è stato un attore statunitense di origine italoamericana.

## Biografia
Di origini italiane ed irlandesi, dopo l'esordio con Francis Ford Coppola in Cotton Club (1984), recitò sul grande schermo in ruoli minori in importanti pellicole a sfondo gangster, come Carlito's Way (1993), per la regia di Brian De Palma, e Donnie Brasco (1997) di Mike Newell, interpretando criminali italo-americani. Lavorò anche con registi quali Spike Lee in S.O.S. Summer of Sam - Panico a New York (1999) e Anthony Minghella in Il talento di Mr. Ripley (1999).
Prese inoltre parte, sempre interpretando personaggi con connotazioni estremamente negative, a molte serie televisive, da I Soprano, nel ruolo di Mustang Sally, a The Black Donnellys, dove vestì i panni di Vinnie Culiari. Un'eccezione, il ruolo di Bootsy in Una mamma per amica (2000-2001).
Il 2 novembre 2019 è stato rinvenuto morto nella sua abitazione. Il 17 dicembre seguente si è scoperto che è deceduto a causa di un'overdose accidentale.

## Filmografia parziale

### Cinema
- Cotton Club (The Cotton Club), regia di Francis Ford Coppola (1985)
- Prognosi riservata (Critical Condition), regia di Michael Apted (1987)
- Un detective... particolare (The January Man), regia di Pat O'Connor (1989)
- Io e zio Buck (Uncle Buck), regia di John Hughes (1989)
- Allucinazione perversa (Jacob's Ladder), regia di Adrian Lyne (1990)
- Carlito's Way, regia di Brian De Palma (1993)
- The Jerky Boys, regia di James Melkonian (1995)
- Amare è... (Bed of Roses), regia di Michael Goldenberg (1996)
- Funny Money - Come fare i soldi senza lavorare (The Associate), regia di Donald Petrie (1996)
- Donnie Brasco, regia di Mike Newell (1997)
- S.O.S. Summer of Sam - Panico a New York (Summer of Sam), regia di  Spike Lee (1999)
- Il talento di Mr. Ripley (The Talented Mr. Ripley), regia di Anthony Minghella (1999)
- Colpevole d'omicidio (City by the Sea), regia di Michael Caton-Jones (2002)
- Il coraggio di cambiare (Duane Hopwood), regia di Matt Mulhern (2005)
- Il buio nell'anima (The Brave One), regia di Neil Jordan (2007)
- Motherhood - Il bello di essere mamma (Motherhood), regia di Katherine Dieckmann (2009)
- Innocenti bugie (Knight and Day), regia di James Mangold (2010)

### Televisione
- Un giustiziere a New York (The Equalizer) - serie TV, 1 episodio (1986)
- Miami Vice - serie TV, episodio 4x16 (1988)
- Oz - serie TV, 1 episodio (1997)
- Homicide (Homicide: Life on the Streets) - serie TV, 1 episodio (1997)
- E.R. - Medici in prima linea (ER) - serie TV, 1 episodio (2000)
- Una mamma per amica (Gilmore Girls) - serie TV, 5 episodi (2000-2001)
- I Soprano (The Sopranos) - serie TV, 1 episodio (2001)
- Heroes - serie TV, 3 episodi (2006)
- The Black Donnellys - serie TV, 12 episodi (2007)
- La fantastica signora Maisel (The Marvelous Mrs. Maisel) - serie TV, 17 episodi (2017-2019)

## Doppiatori italiani
Nelle versioni in italiano delle opere in cui ha recitato, Brian Tarantina è stato doppiato da:
- Roberto Draghetti in Oz, Il buio nell'anima
- Vittorio De Angelis in Un detective... particolare
- Edoardo Nevola in Io e zio Buck
- Massimo Corvo in Allucinazione perversa
- Mino Caprio in S.O.S. Summer of Sam - Panico a New York
- Luigi Ferraro ne I Soprano
- Christian Iansante in E.R. - Medici in prima linea
- Alberto Angrisano in Law & Order - I due volti della giustizia
- Massimo Lodolo in Colpevole d'omicidio
- Danilo De Girolamo ne Il coraggio di cambiare
- Andrea Zalone in Law & Order: Criminal Intent (ep. 5x03)
- Roberto Accornero in Law & Order: Criminal Intent (ep. 8x01)
- Stefano Mondini in Elementary
- Andrea Lavagnino in Blue Bloods
- Antonio Palumbo in La fantastica signora Maisel